# Estación Curanilahue
Curanilahue formó parte del ferrocarril Particular a Curanilahue inaugurado en 1890, que pasó a manos de la Empresa de los Ferrocarriles del Estado en la década de 1950. Las vías fueron levantadas y la estación ya no existe.

## Historia
Un acontecimiento que marcó un hito importante en el crecimiento del poblado y con el que tomó otro rostro fue el ferrocarril que se extendió desde Concepción hasta Curanilahue. Esto por la necesidad de trasladar el carbón de piedra de Arauco y Lebu, departamento al cual pertenecía Curanilahue. El ramal y la estación fueroncompletados e inaugurados en 1890.
Una vez instalado el ferrocarril no solo se le dio auge a la actividad carbonífera o aurífera, sino también a explotación maderera y el transporte de productos hacia los puertos de la zona (Coronel, Lota y Talcahuano) asimismo el transporte de pasajeros, periódicos y diversos productos hacia el poblado se vieron beneficiaron con esta situación.
Fue el empresario Gustavo Lenz, quien mediante una ley en octubre de 1884, autorizado para la construcción del tendido de una línea ferroviaria para un tren a vapor desde la ciudad de Concepción hasta Curanilahue, pasando por Coronel, Lota, Laraquete y Carampangue. En 1886 Gustavo Lenz traspasó los derechos para la precitada línea férrea la sociedad inglesa "The Arauco Company Limited", cuyo presidente era el empresario John Thomas North, conocido como el "Rey del Salitre".
Fue este empresario quien finalizó las obras en los tramos de:
1. Concepción - San Pedro
2. San Pedro - Coronel
3. Coronel - Lota
4. Lota - Laraquete
5. Laraquete - Carampangue
6. Carampangue - Curanilahue

La vía, el terraplén, las vías y la estación cayeron en desuso y fueron levantados en 1948.
El 27 de mayo de 2005 y con favor de la municipalidad de Curanilahue, se remueve la vía entre el kilómetro 87,6 y 91,5 (incluyendo la sección de la estación).

## Estación Descabezado
Durante su primer periodo de existencia, posterior a esta estación existió la estación Descabezado, el kilómetro 95,0, pero para 1929 esta estación ya no aparecía en los planos.